# Sammallahdenmäki
Sammallahdenmäki este numele unui sit funerar din regiunea Satakunta, Finlanda de Vest. Câmpul funerar include 33 de necropole și fost înscris pe lista locurilor din patrimoniul mondial UNESCO în anul 1999. Primele săpături arheologice au fost inițiate de Volter Högman în anul 1891.

## Istoric
Situl funerar este strâns legat de cultul soarelui, iar în momentul construcției (1500 - 500 E.n.) acesta se afla pe țărmul Golfului Botnic. Datorită faptului că apele mării s-au retras cu aproximativ 15 kilometri, în prezent situl se află pe malul lacului Saarnijärvi.

## Patrimoniul Mondial UNESCO
Importanța sitului rezidă în primul rând în vechimea acestuia (28 de necropole sunt datate ca fiind construite la începutul Epocii Bronzului). Alte două structuri, extrem de rar întâlnite în Scandinavia și unice în Finlanda , respectiv Podeaua Bisericii (Kirkonlaattia în limba finlandeză) și Lunga ruină a lui Huilu (Huilun pitkä raunio în limba finlandeză) au fost clasificate ca turnuri (termenul folosit cu precădere în limbile engleză și franceză este cel de cairn) datorită formei pe care o au, nu a conținutului. În structurile menționate nu au fost găsite urme de oase incinerate, prezente în celelalte necropole de la Sammallahdenmäki. 

## Galerie

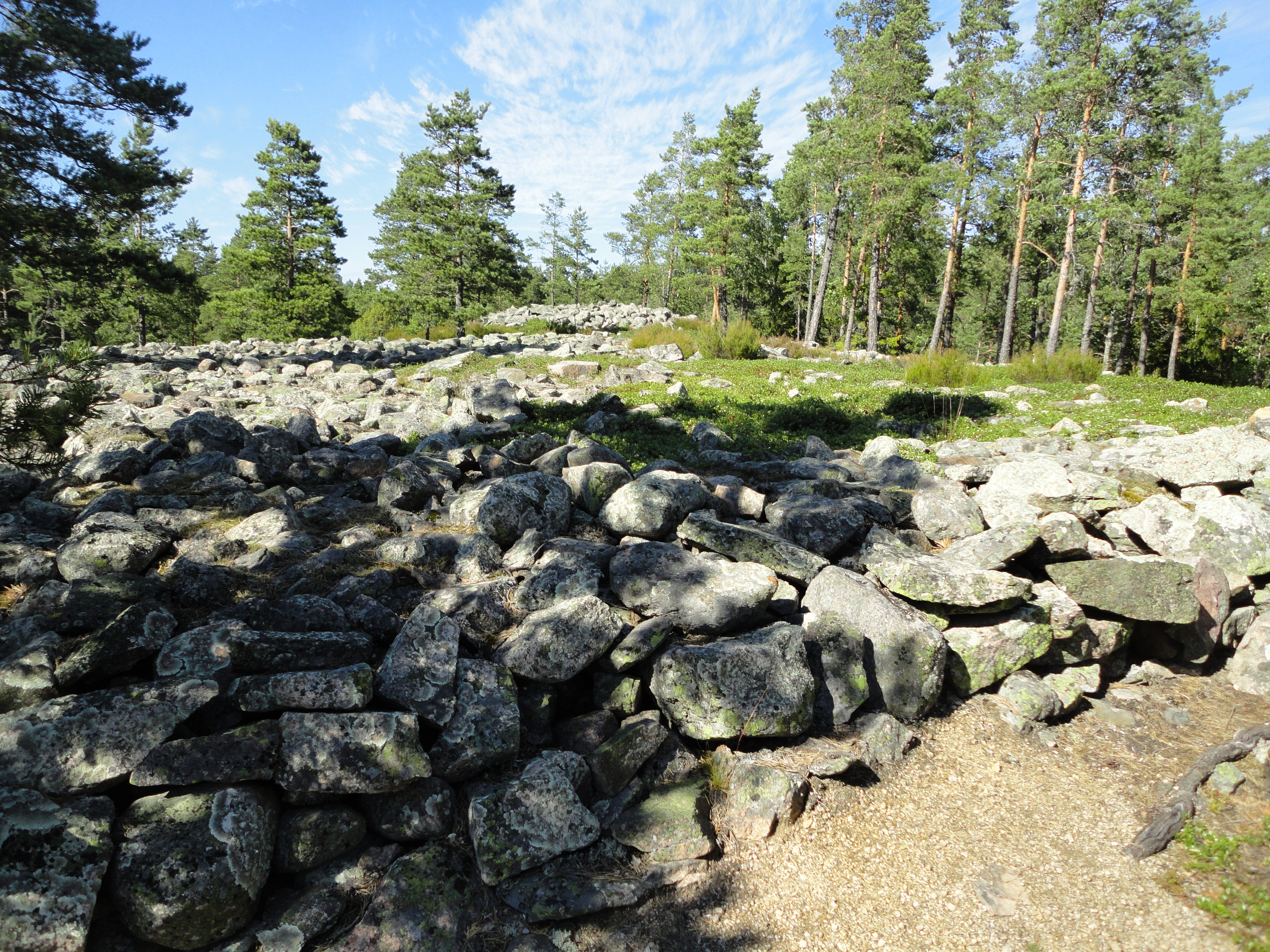
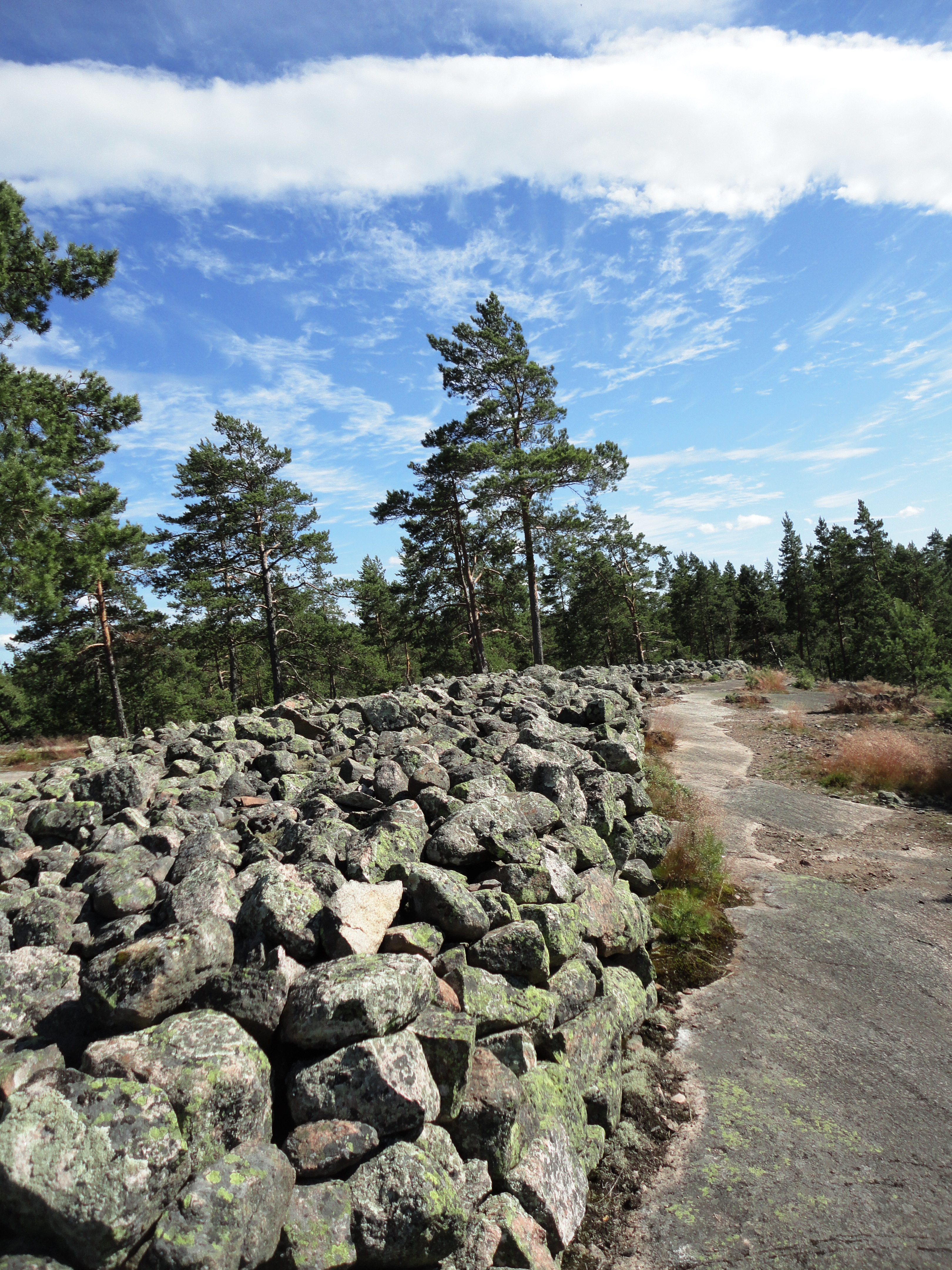
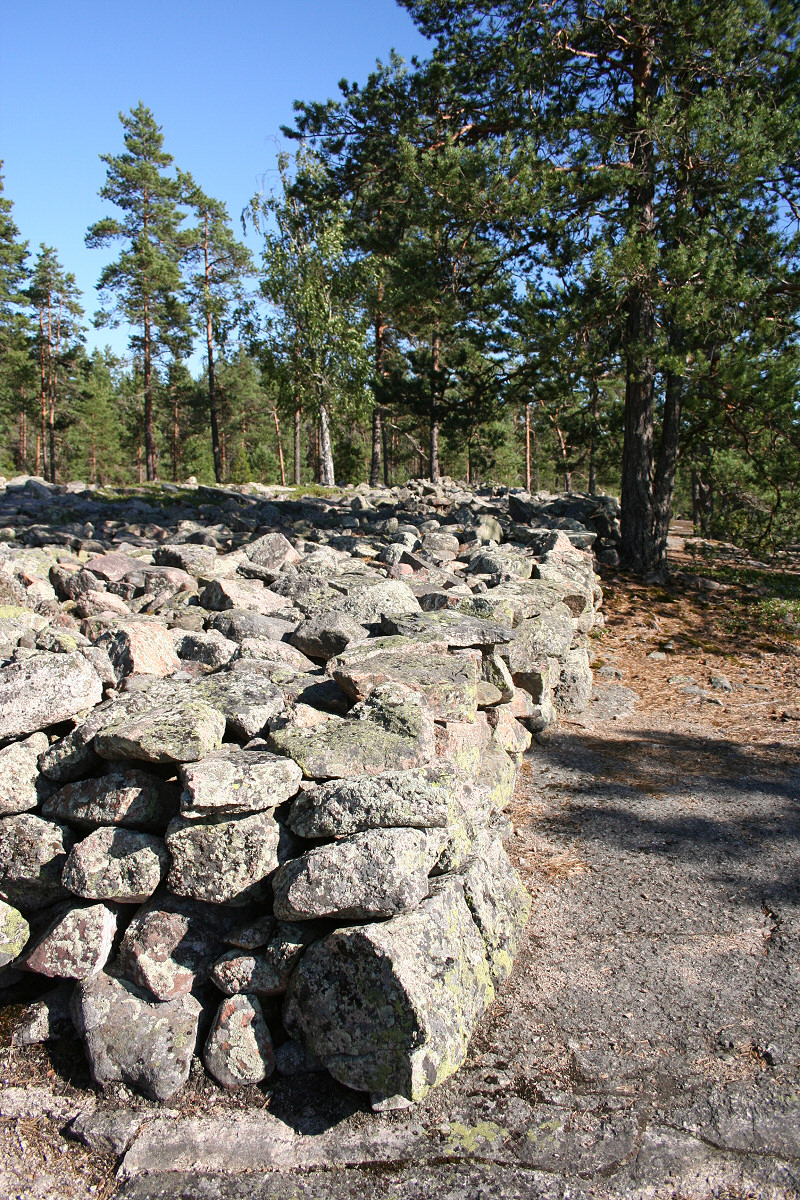
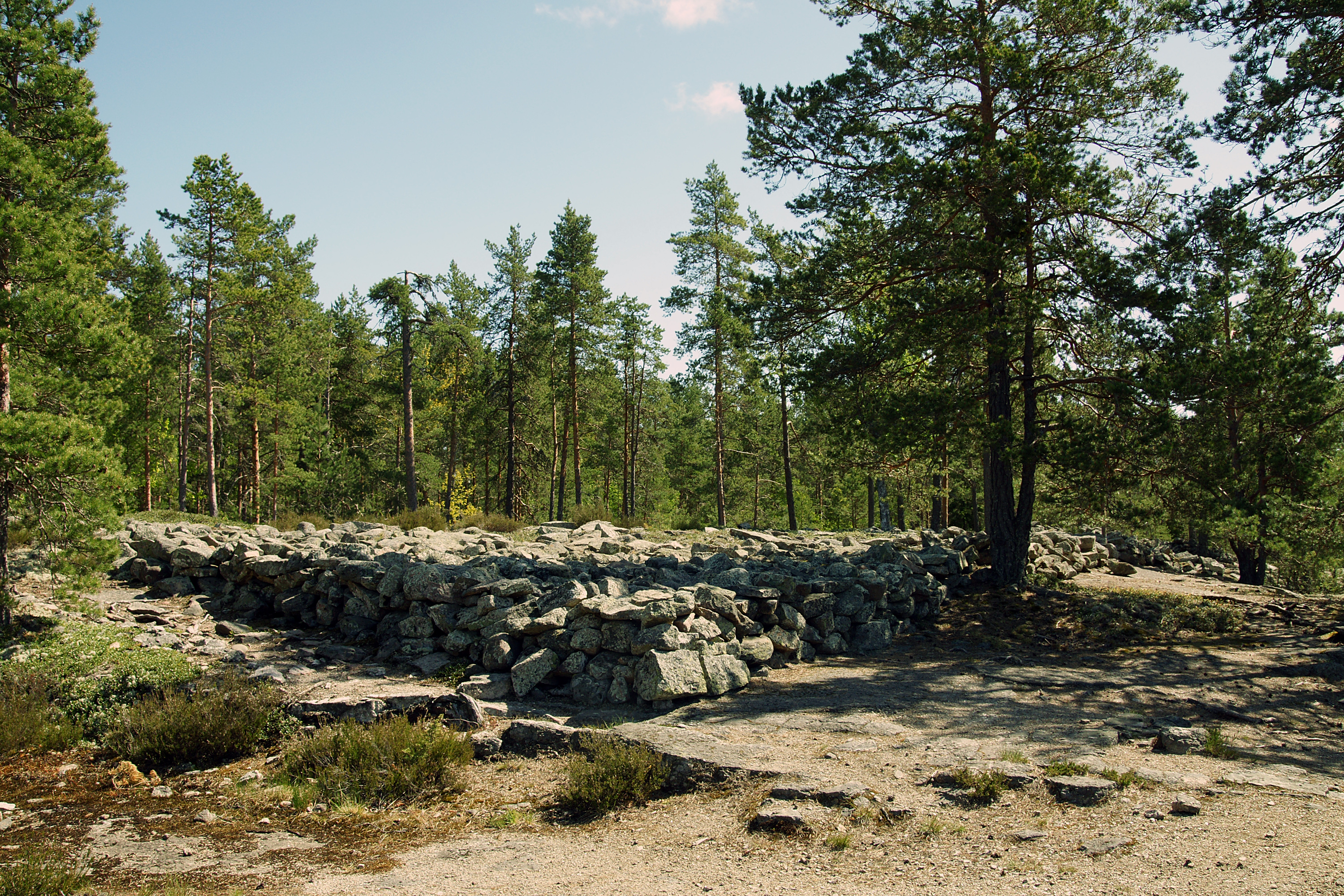
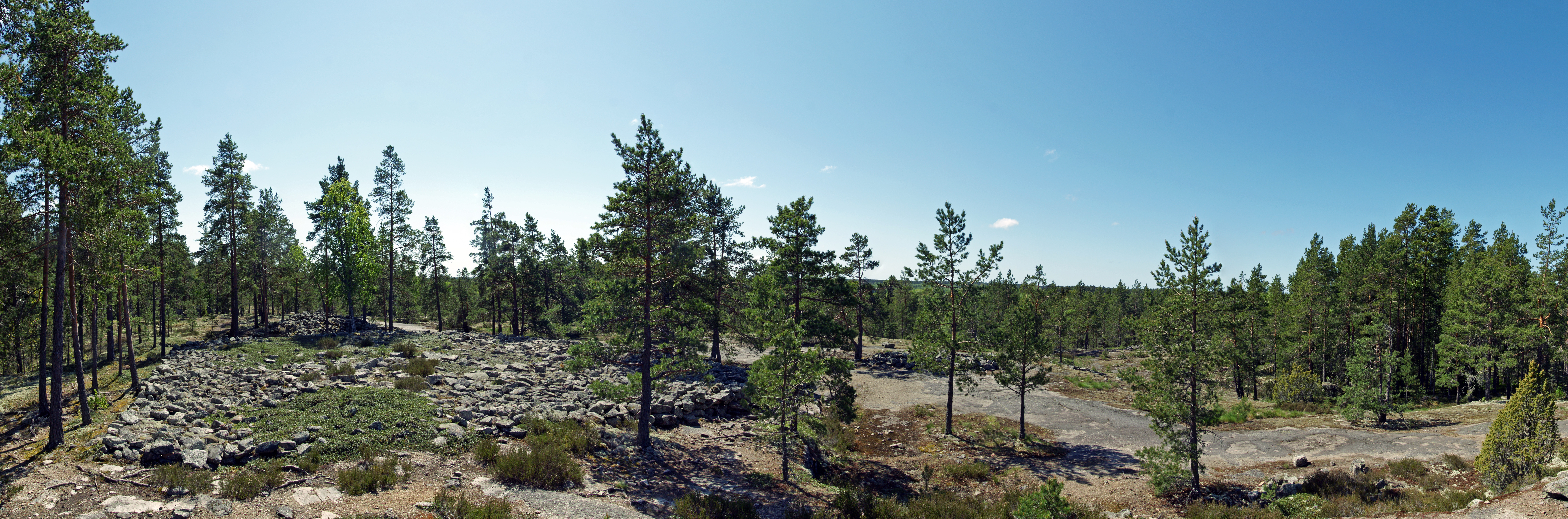